# 10月11日
10月11日是陽曆一年中的第284天（閏年第285天），离全年的结束还有81天。

## 大事记

### 19世紀以前
- 1141年：急於求和的南宋在紹興和議中同意接受金朝提出的條件，從而結束宋金戰爭。
- 1531年：不滿糧食封鎖的瑞士天主教城邦突然襲擊蘇黎世，宗教改革運動領導人慈運理因而戰死。
- 1746年：法國元帥薩克斯伯爵在羅庫戰役大勝聯軍，確立了法軍對奧屬尼德蘭的控制。
- 1776年：英國皇家海軍在尚普蘭湖附近的瓦庫爾島戰役中擊敗美國軍艦，但也讓後者得以加強防線。

### 19世紀
- 1852年：澳大利亚历史最悠久的大学悉尼大学在悉尼正式落成。
- 1896年：孫中山在英国伦敦被清朝駐英國公使龔照瑗诱捕，進而撰《倫敦蒙難記》。
- 1899年：以波耳人為主的川斯瓦共和國和奧蘭治自由邦向英國宣戰，第二次波耳戰爭爆發。

### 20世紀
- 1911年：武昌起義革命軍宣布成立由黎元洪領導的軍政府鄂軍都督府，並更改國號為「中華民國」。
- 1922年：台灣縱貫鐵路之海岸線全線通車。
- 1922年：土耳其与希腊等协约国签订穆达尼亚停战协议（英语：Armistice of Mudanya）。
- 1937年：中国抗日战争：忻口战役中，日军发起总攻。
- 1950年：中国人民解放军向西藏进军。藏军第九代本主官德格·格桑旺堆投降。
- 1954年：胡志明为首的越南獨立同盟會进入河内，控制了北越政权。
- 1962年：第二次梵蒂冈大公会议开幕。
- 1968年：美国国家航空航天局的阿波罗7号发射升空，这是美国首次三人太空任务。
- 1972年：中华人民共和国和德意志联邦共和国在北京签署联合公报，决定建立大使级外交关系。
- 1973年：一架菲律賓航空國內線客機被騎劫後降落香港啟德機場[1]。
- 1973年：1973年帕斯卡古拉事件－希克森和派克聲稱他們在晚上釣魚時，被外星人綁架。[2]
- 1975年：美國艾森豪號航空母艦完工下水。
- 1983年：中国共产党宣布开始整党。
- 1984年：美国挑战者号航天飞机宇航员苏利文成为首位执行太空行走任务的美国女宇航员。
- 1985年：香港立法局議員、時任屯門區議員吳明欽遇襲重傷。
- 1989年：香港總督衛奕信爵士在立法局發表施政報告，宣佈推行機場核心計劃，進行大規模填海、港口工程。
- 1993年：挪威出版商威廉·尼格德因出版《撒但詩篇》遭槍擊，幸只受傷。

### 21世紀
- 2001年：宝丽来申请破产保护。
- 2002年：中国国际航空公司成立。
- 2007年：Youtube於墨西哥正式上線。[3]
- 2015年：世界衛生組織發起世界肥胖日。
- 2020年：泰國一輛旅遊巴士與一輛載貨火車相撞，釀成至少二十人死，三十人受傷。[4]
- 2021年：中國河北省平山縣滹沱河大橋施工輔路發生通勤大巴士墜河事故，造成14人死亡。

## 出生
- 1335年：李成桂，朝鮮王朝開國之君，廟號太祖（1408年逝世）
- 1671年：弗雷德里克四世，丹麥、挪威國王（1730年逝世）
- 1738年：亚瑟·菲利普，英國海軍上將（1814年逝世）
- 1758年：海因里希·奧伯斯，德國天文學家、醫生、物理學家（1840年逝世）
- 1823年：萨克森-魏玛-爱森纳赫的爱德华王子，德國貴族、英國陸軍元帥（1902年逝世）
- 1847年：比志島義輝，日本大日本帝國陸軍將領（1927年逝世）
- 1881年：汉斯·凯尔森，奧地利裔美國法學家（1973年逝世）
- 1884年：弗里德里希·贝吉乌斯，德國化學家，1931年諾貝爾化學獎得主（1949年逝世）
- 1884年：，聯合國的「世界人權宣言」主導起草者（1962年逝世）
- 1885年：哈爾·阿爾弗雷德，匈牙利數學家（1933年逝世）
- 1885年：弗朗索瓦·莫里亞克，法國文學家，1952年諾貝爾文學獎得主（1970年逝世）
- 1886年：康拉德·赫爾弗里希，荷蘭海軍上將（1962年逝世）
- 1895年：雅科夫·戈托瓦茨，克羅埃西亞作曲家（1982年逝世）
- 1902年：辻政信，日本陸軍參謀軍官（1961年下落不明）
- 1902年：贾雅普拉卡什·纳拉扬，印度政治家（1979年逝世）
- 1905年：佛瑞德·川普，美國房地產開發者（1999年逝世）
- 1926年：釋一行，越南禪宗僧侶、詩人、學者、和平主義者（2022年逝世）
- 1930年：羅耶·T·摩爾，美國真菌學家（2014年逝世）
- 1932年：達納·斯科特，美國科學家
- 1937年：博比·查爾頓，英格蘭職業足球運動員（2023年逝世）
- 1942年：阿米塔布·巴沙坎，印度寶萊塢男演員、電影製作人、電視主持人，首位進入杜莎夫人蠟像館的印度影星
- 1943年：麥可·史東布雷克，美國計算機科學家
- 1946年：加藤澤男，日本體操選手
- 1947年：盧卡斯·帕帕季莫斯，希臘政治人物，第183任希臘總理
- 1950年：李香生，臺灣男性配音員（2023年逝世）
- 1951年：让-雅克·高德曼，法國創作歌手
- 1954年：關彥斌，中國商人，葵花葯業創始人
- 1955年：莫克塔·瓦內，馬里政治人物，代理馬里總理
- 1956年：尼爾·布坎南，英國電視主持人、音樂家
- 1956年：尼卡诺爾·杜阿爾特·弗魯托斯，巴拉圭政治人物，第51任巴拉圭總統
- 1957年：黃成智，香港立法會議員
- 1957年：李成昌，香港男演員
- 1959年：掛川裕彥，日本男性聲優
- 1959年：赤石路代，日本女性漫畫家
- 1960年：李耀敬，香港男演員
- 1960年：金秉玉，韓國男演員
- 1960年：希特德拉·馬利克，印度裔美國學者
- 1961年：阿穆爾·迪亞布，埃及歌手
- 1963年：費索·本·侯賽因，約旦王子
- 1963年：费尔南多·比利亚维森西奥，厄瓜多尔记者、国民代表大会议员，2024年总统选举候选人（2023年逝世）
- 1965年：奥兰多·埃尔南德斯，古巴裔美國職業棒球運動員
- 1966年：翟志剛，中國太空人
- 1966年：謝爾蓋·蘇羅維金，俄羅斯陸軍將領
- 1967年：劉小芸，臺灣女性配音員
- 1968年：哈德拉·托马斯多蒂尔，冰島政治人物，現任冰島總統
- 1970年：林元熙，韓國男演員
- 1971年：林詣彬，華裔美國電影導演
- 1973年：金城武，日裔台灣男演員
- 1973年：阪口大助，日本男性聲優
- 1976年：李天翔，香港演員
- 1976年：艾蜜莉·戴絲香儂，美國女演員
- 1977年：麥特·波莫，美國男演員
- 1979年：裴斗娜，韓國女演員、模特兒
- 1980年：李嘉齡，香港鋼琴家
- 1980年：杉田智和，日本男性聲優
- 1980年：梵英心，日本職業棒球運動員、教練
- 1980年：奈倫·诺斯沃西，牙買加足球運動員
- 1981年：余少群，中國男演員
- 1982年：王凱，台灣男演員
- 1982年：黃志聰，香港足球運動員
- 1982年：瓦倫蒂娜·赞亞娃，俄羅斯模特兒
- 1982年：热拉尔德·达尔马宁，法國政治人物，現任法國內政部長
- 1984年：張靚穎，中國女歌手
- 1985年：，美國女演員（2025年逝世）
- 1985年：奧村翔，日本男性聲優
- 1986年：趙孟姿，台灣女藝人、模特兒
- 1987年：朱希敏，香港女藝人
- 1987年：陳潔玲，香港女演員
- 1987年：邱芷微，香港女演員、歌手
- 1987年：巩新亮，中國女演員
- 1987年：小迈克·康利，美國職業籃球運動員
- 1988年：泉里香，日本女模特兒、演員
- 1989年：劉憲華，華裔加拿大歌手、演員、音樂製作人
- 1989年：菅野智之，日本職業棒球運動員
- 1989年：魏圣美，韓裔美國職業高爾夫球球員
- 1990年：奧村初音，日本女歌手
- 1990年：JOO，韓國女歌手
- 1990年：李東軒，台灣男歌手
- 1991年：中島唯，日本女性聲優
- 1991年：春奈露娜，日本女歌手
- 1991年：托比·福克斯，美國遊戲開發者、作曲家
- 1992年：卡迪·B，美國饒舌歌手、詞曲作家、演員
- 1992年：李夢，中國女演員
- 1992年：法老，中國男歌手
- 1995年：梅田修一朗，日本男性聲優
- 1996年：賴德爾·馬丁內斯，古巴職業棒球運動員
- 1997年：厚木那奈美，日本女性聲優
- 1999年：王品澔，台灣模特兒、演員
- 2002年：丁華恬，台灣女子競技體操運動員
- 2002年：以芯，台灣女子偶像團體PINK FUN成員
- 2003年：朴英賢，韓國職業棒球運動員
- 生年不詳：日比優理香，日本女性聲優

## 逝世
- 1086年：司马光，北宋政治家、史学家（1019年出生）
- 1303年：教宗波尼法爵八世，羅馬主教（1235年出生）
- 1347年：路易四世，神圣罗马皇帝（1282年出生）
- 1424年：揚·傑式卡，捷克胡斯派军事领袖
- 1531年：烏利希·慈運理，瑞士宗教改革领袖（1484年出生）
- 1648年：拉科齊·捷爾吉一世，特蘭西瓦尼亞大公（1593年出生）
- 1721年：爱德华·科尔斯顿，英國商人、奴隸販子、慈善家、保守黨議員（1636年出生）
- 1724年：朝鮮景宗李昀，朝鲜王朝第20代君主（1688年出生）
- 1809年：梅里韦瑟·刘易斯，美國探險家、軍人和公共管理者（1774年出生）
- 1834年：律勞卑，首任英國駐華商務總監（1786年出生）
- 1842年：約瑟夫·德沙，美國政治人物，第9任肯塔基州州長（1768年出生）
- 1852年：费迪南·艾森斯坦，德国数学家（1823年出生）
- 1889年：詹姆斯·焦耳，英国物理学家（1818年出生）
- 1896年：安东·布鲁克纳，奥地利音乐家（1824年出生）
- 1916年：鄂圖，巴伐利亞國王（1848年出生）
- 1940年：維多·沃爾泰拉，義大利數學家、物理學家（1860年出生）
- 1940年：種田山頭火，日本俳句詩人（1882年出生）
- 1948年：岡本一平，日本小說家、漫畫家（1886年出生）
- 1954年：西奥多·赖曼，美国物理学家（1874年出生）
- 1965年：多蘿西·蘭格，美國傳記攝影師和攝影作家（1895年出生）
- 1969年：吴晗，中国当代历史学家（1909年出生）
- 1971年：玉之海正洋，日本相撲力士，第51代橫綱（1944年出生）
- 1975年：約瑟夫·霍普曼，德國天文學家（1890年出生）
- 2003年：穆青，中国记者，新华社前社长（1921年出生）
- 2008年：馮兩努，前灣仔區議員（1953年出生）
- 2013年：瑪麗亞·德·薇羅塔，一級方程式賽車手（1980年出生）
- 2016年：莊奴，臺灣作詞家（1921年出生）
- 2019年：阿列克谢·列昂诺夫，苏联宇航员，首个成功进行舱外活动的人类（1934年出生）
- 2022年：安吉拉·蘭斯伯里，英國-愛爾蘭-美國女演員、歌手（1925年出生）
- 2022年：松永光，日本政治人物（1928年出生）
- 2024年：瘂弦，臺灣詩人（1932年出生）
- 2024年：沃德·克莉史汀森，美國程式設計師（1945年出生）
- 2024年：張友驊，台灣政論名嘴（1954年出生）

## 节假日和习俗
- 国际女童日[5]
- 国家出柜日[6]
- 萝莉节[7][8][9][10]
- 臺灣：女孩日[11]